# Kerkdorp (nederzetting)
Een kerkdorp is in het algemeen een dorp geformeerd rond een enkele kerk.
Een kerkdorp kan op twee, ietwat verschillende, manieren gedefinieerd worden:
1. De meest gebruikte definitie is die van een dorp dat één kerk heeft, die het centrum vormt of in het midden van het dorp staat, of in de oude kern van het dorp.
2. De andere definitie is die van een dorp dat één kerk heeft ongeacht de plaatsing ervan in het dorp. Soms kan er zelfs een tweede, kleinere kerk staan, maar die is dan oorspronkelijk niet gebouwd als kerk.

Oude definitie van kerkdorp was een dorp zonder voorzieningen behalve een kerk. Voor scholen, bestuurszaken en winkels was men van een nabij gelegen plaats afhankelijk. Plaatsen die eenmaal de titel kerkdorp hadden gekregen bleven vaak ook wanneer zij wel meer voorzieningen kregen toch kerkdorp genoemd worden. Daardoor wordt er nu vaak een ruimere definitie gehanteerd.  
Soms worden ook als kerkdorpen aangeduid: 
- niet al te grote dorpen
- dorpen die na de Tweede Wereldoorlog niet of nauwelijks zijn gegroeid (niet met planmatige woonwijken zijn uitgebreid)
- als een dorp wel gegroeid is, wordt heel soms de oude kern rond de kerk als 'kerkdorp' aangeduid.

## Kerkdorpen in Nederland
- Acht, in de gemeente Eindhoven (Noord-Brabant)
- Altweerterheide, in de gemeente Weert (Midden-Limburg)
- Amstenrade, in de gemeente Beekdaelen (Zuid-Limburg)
- Beugen, Groeningen, Landhorst, Ledeacker, Maashees, Oeffelt, Oploo, Overloon, Rijkevoort, Sint-Agatha, Sint Anthonis, Stevensbeek, Vierlingsbeek, Wanroij en Westerbeek (Noordoost-Noord-Brabant), in de gemeente Land van Cuijk
- Ell, in de gemeente Leudal (Midden-Limburg)
- Houthem, in de gemeente Valkenburg aan de Geul (Zuid-Limburg)
- Hunsel, in de gemeente Leudal (Midden-Limburg)
- Ittervoort, in de gemeente Leudal (Midden-Limburg)
- (De) Kanis, in de gemeente Woerden, bestuurlijk en statistisch gezien behorend tot het dorp Kamerik (Utrecht)
- Kerkdorp, in de gemeente Oldebroek (Gelderland)
- Lennisheuvel, in de gemeente Boxtel (Noord-Brabant)
- Limbricht, in de gemeente Sittard-Geleen (Zuid-Limburg)
- Linne, in de gemeente Maasgouw (Midden-Limburg)
- Melick, in de gemeente Roerdalen (Midden-Limburg)
- Mook, in de gemeente Mook en Middelaar (Noord-Limburg)
- Ospel, in de gemeente Nederweert (Midden-Limburg)
- Stramproy, in de gemeente Weert (Midden-Limburg)
- Tungelroy, in de gemeente Weert (Midden-Limburg)
- Weurt, Ewijk en Winssen, in de gemeente Beuningen (Gelderland)